# Generation X (gruppo musicale)
I Generation X (negli anni '80 Gen X) sono stati un gruppo punk rock britannico formato nel 1976, noto anche per essere il primo gruppo di Billy Idol.

## Storia
I Generation X furono un gruppo punk rock inglese formato nel 1976 da Billy Idol (voce), Tony James (basso), Bob Andrews (chitarra) e Mark Laff (batteria) scioltosi nel 1981.
I Generation X furono fin dalle origini un gruppo caratterizzato da una certa ambiguità: lo stesso Idol confermò il sospetto di ambiguità, ed infatti l'idea della band era quella di suonare un punk rock più ballabile. In effetti furono una formazione molto preparata, capace di comporre sia armonie pop rock che riff hard rock.
I loro primi singoli, esplosivi e ruggenti ma in fondo orecchiabili, rimarranno sempre lo standard dell'anthem punk, di cui, in seguito, la stessa band, infrangendo alcune convenzioni del genere, sarà anche una delle band più rappresentative del movimento punk britannico.

## Formazione
- Billy Idol - voce
- Tony James - basso
- Bob Andrews - chitarra
- Mark Laff - batteria

## Discografia

### Album in studio
- 1978 - Generation X
- 1979 - Valley of the Dolls
- 1979 - Sweet Revenge (pubblicato solo nel 2003 nella raccolta Anthology)
- 1981 - Kiss Me Deadly (come Gen X)

### Live
- 2003 - BBC Live: One Hundred Punks
- 2005 - Live

### Raccolte
- 1985 - Perfect Hits 1975-81
- 2002 - Radio 1 Sessions
- 2003 - Anthology